# Pierre Houzé
Pour les articles homonymes, voir Houzé.
Pierre Houzé, né à Paris 11e le 16 juin 1911 et mort pour la France à Besmé, Aisne le 6 juin 1940 , est un aviateur français de la Seconde Guerre mondiale.

## Carrière militaire
Titulaire du brevet de pilote dans le civil, Pierre Houzé s’engage à 18 ans dans l’aviation en 1929. Il est admis à l'École Militaire de l'Air en 1936, nommé au grade de sous-lieutenant en 1937 et affecté à la 5e Escadre de Chasse basée à Reims, où il se révèle immédiatement un pilote appelé à faire une brillante carrière.

## Seconde guerre mondiale
Pierre Houzé est en 1939 pilote à la 4e Escadrille des "Cigognes" du IIe Groupe de Chasse de la 5e Escadre (GC II/5).
Il participe dès la déclaration de guerre à toutes les missions de son escadrille et se montre un chef de patrouille remarquablement doué au combat. 
Il est nommé au grade de lieutenant le 1er octobre 1939 et est le chef du dispositif des neuf Curtiss, qui mènent le 6 novembre 1939 le combat aérien devenu célèbre "des 9 contre 27", à l'issue duquel 9 des 27 Messerschmitt 109 adverses sont abattus, sans qu'aucun avion français ne manque à l'appel. Cet épisode de la guerre aérienne fit immédiatement l'objet d'un reportage de plusieurs pages dans Match. Le revers subi par les Allemands entrainera le retrait du JGr 102 à Bonn et la convocation de son chef à Berlin pour s'expliquer sur cet échec.
Au cours de ses missions face à l'ennemi, le Lieutenant Houzé obtient trois victoires homologuées et une probable.
Le 6 juin 1940, il est abattu au-dessus des combats qui font rage dans le sous-secteur du 18e Régiment de Tirailleurs Algériens (87e Division d'Infanterie d'Afrique). Des camarades de patrouille voient un parachute s’ouvrir mais ensuite, les circonstances exactes de sa mort restent à ce jour inconnues.
Le Lieutenant Houzé est inhumé à Besmé (Aisne), où il est mort pour la France.
Il est titulaire de quatre citations, de la Croix de Guerre avec palmes et fut fait chevalier de la Légion d'Honneur le 13 juillet 1940. Il est le parrain de la promotion 1960 de l'École Militaire de l'Air.

## Hypothèse et légendes
Les circonstances exactes de la mort du Lieutenant Houzé le 6 juin 1940 à Besmé restent à ce jour inconnues en l'absence de témoin direct. 
L'hypothèse la plus sérieuse est celle formulée par son supérieur le Commandant Hugues, à la tête du GC/II/5 en 1940. Houzé avait annoncé qu’il ne serait jamais prisonnier. Ayant atteint le sol, il refuse de se rendre aux Allemands et est abattu à l'entrée de Besmé, où son corps sera retrouvé.
Cette hypothèse correspond bien au déroulement des combats autour de Besme, sous-secteur du 18e RTA.
25 ans plus tard, une fiction romancée sans aucun fondement historique et contredite en tous points par toutes les archives a été imaginée par un ancien pilote devenu journaliste. Houzé tombé au nord de Besmé (vers Manicamp-Quierzy ?) aurait poursuivi le combat au sol avec des dragons (version de 1983) avant de trouver la mort au moment du repli sur Besmé.
Cette fiction peu vraisemblable ne correspond en rien au déroulement des combats autour de Besmé : aucun dragons dans ce secteur, Besmé est aux mains des allemands (266. IR de la 72.ID) depuis la nuit d'avant.
Il doit également être noté que le mythe selon lequel des unités motorisées françaises auraient été envoyées en renfort sur l'Ailette permet tout d'abord aux Allemands d'expliquer pourquoi leurs troupes sont tenues en échec deux jours durant. Par la suite ce mythe permet de passer sous silence que c'est un pauvre régiment de réservistes algériens, le 18e RTA, renforcé par une compagnie du 17e RTA et 2 chars FT de la grande guerre, qui résiste sur place les 5 et 6 juin 1940 à un contre trois.